# Monte Corbioun
Il monte Corbioun è una montagna di 2.430 m s.l.m. delle Alpi del Monginevro, nelle Alpi Cozie. È situata in Piemonte.

## Descrizione

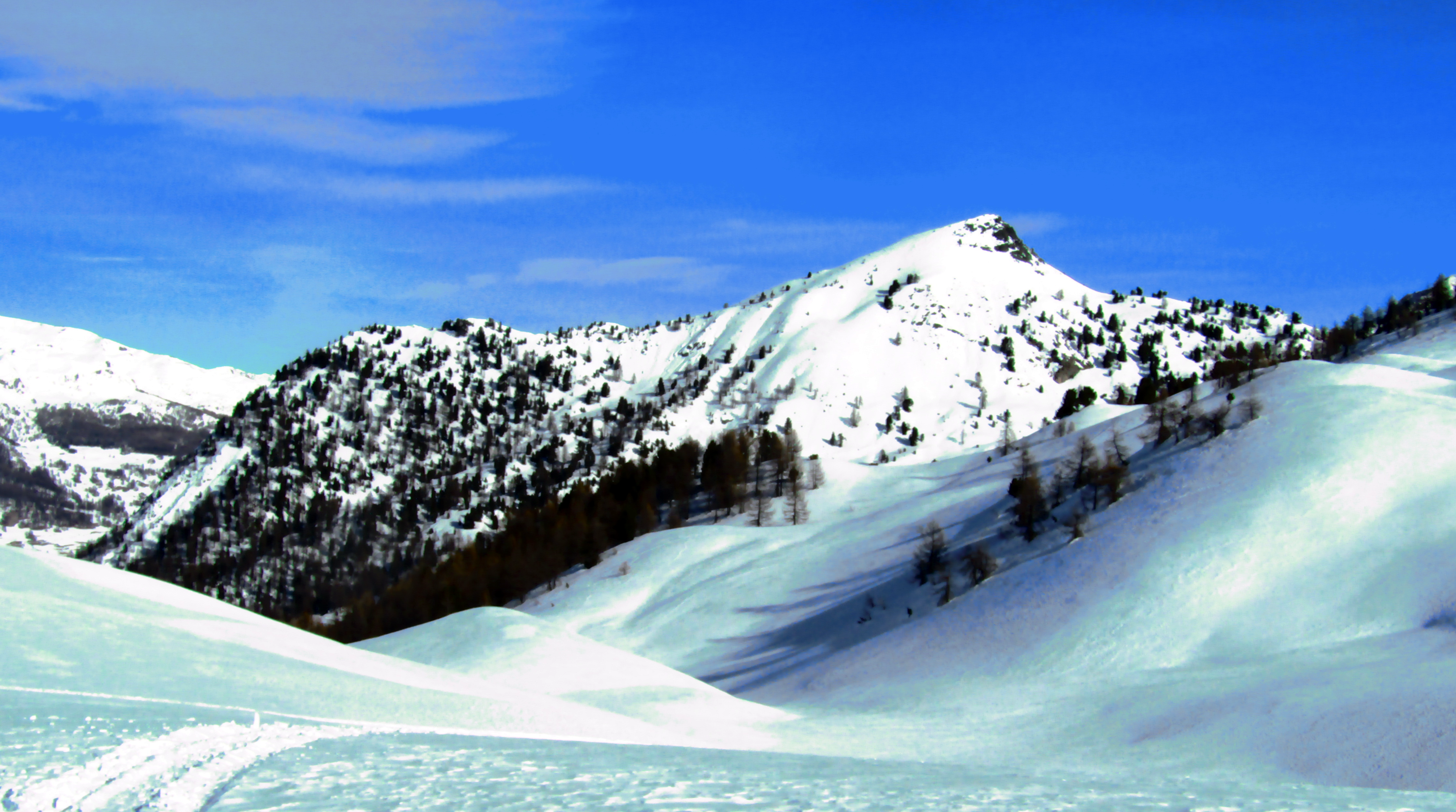
Vista invernale dalla conca del Lago Nero

La montagna costituisce la principale elevazione del costolone che, staccandosi dalla catena principale alpina in corrispondenza della cima Fournier, divide il vallone del Lago Nero (bagnato dal torrente Servierettes, a nord-ovest) dal vallone Chabaud (sud-est). Si trova in entrambi i casi di bacini tributari della Val Thuras, una valle laterale della Val di Susa. Sul crinale Chabaud/Servierettes si trova lo Petit Cric, dove a 2.324 m di quota si possono osservare i resti di installazioni militari risalenti alla prima metà del XX secolo. Amministrativamente il monte Corbioun appartiene al comune di Cesana Torinese. Sulla cima si trova una croce di vetta.

## Geologia
Il monte Corbioun è noto per la presenza di rocce ofiolitiche, quali la serpentinite, contenenti amianto, intercalate in una matrice di conglomerati di origine continentale, caratterizzati questi ultimi dalla presenza di ciottoli di granito. 

## Accesso alla vetta

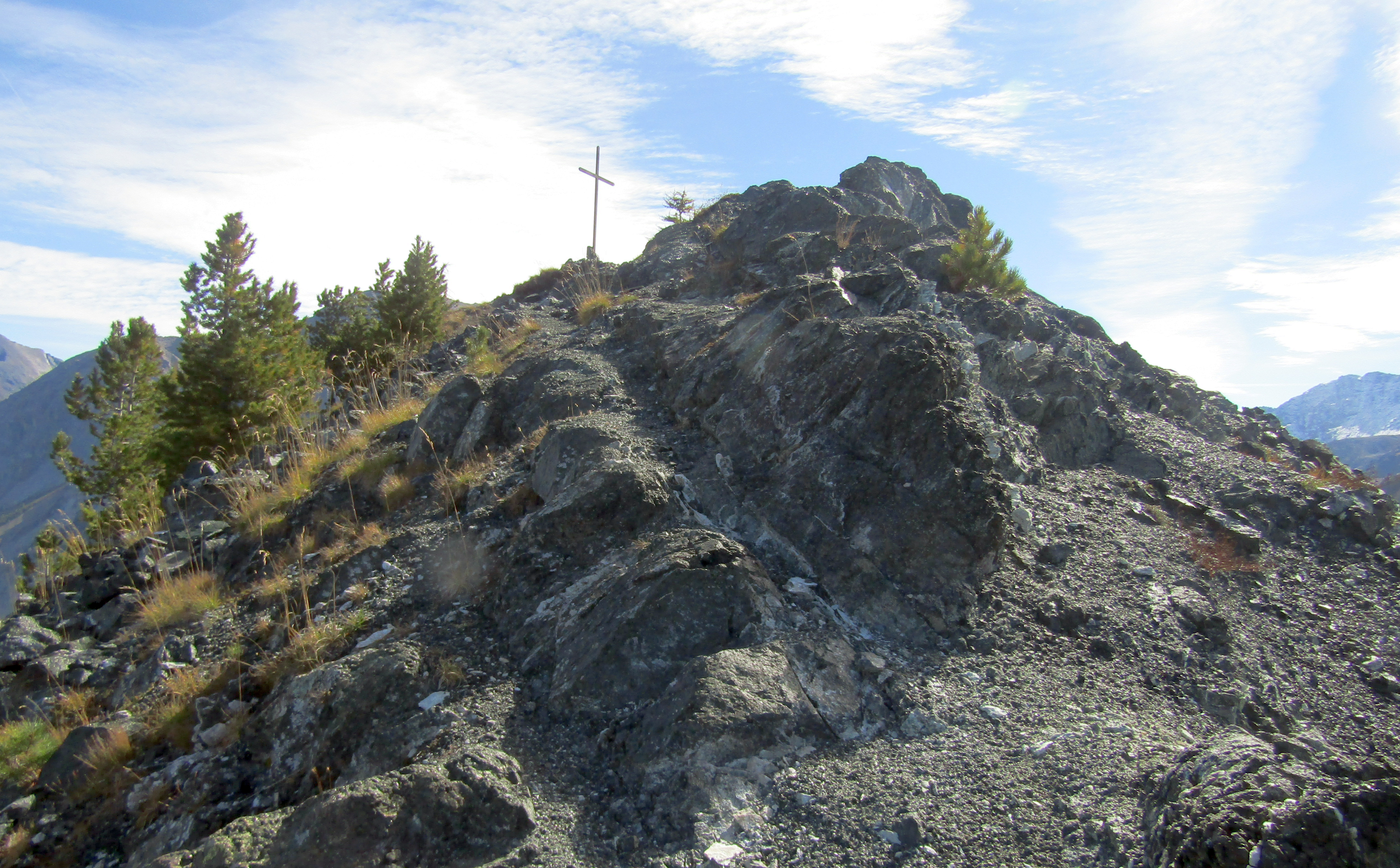
La cima del Corbioun

### Salita estiva
La salita da Bousson, passando per lo Petit Cric, è valutata di difficoltà E.

### Salita invernale
La montagna rappresenta una nota meta scialpinistica con difficoltà stimata MSA. La salita con partenza dal Lago Nero per il crinale settentrionale presenta un rischio di valanghe relativamente ridotto, mentre l'itinerario che passa per il Colle Begino e la cresta sud richiede una più attenta valutazione del rischio in base alle condizioni meteorologiche e del manto nevoso.

### Punti di appoggio
- Capanna Mautino, collocata a 2.110 m s.l.m. poco a nord-ovest del Lago Nero

## Protezione della natura
Il versante occidentale della montagna fa parte del SIC denominato Cima Fournier e Lago Nero (cod.IT1110058)..